# Spilosoma nigrifrons
Spilosoma nigrifrons là một loài bướm đêm thuộc phân họ Arctiinae, họ Erebidae.